# Chisimaio
Chisimaio (AFI: /kiziˈmajo/; in somalo Kismaayo; in arabo كيسمايو‎?, Kīsmāyū; anche Kismayo o Kismayu) è una città portuale nella regione del Basso Giuba in Somalia. È la quinta città del Paese (dopo Mogadiscio, Hargheisa, Merca e Berbera) con 256 000 abitanti (2007). È situata a 520 chilometri a sud-ovest di Mogadiscio, vicino alla foce del fiume Giuba che scorre fino all'Oceano Indiano.

## Storia
Sin dalla sua fondazione nel 1872 Chisimaio fu sotto la sovranità del Sultano di Zanzibar. Dal 1895 essa fu ceduta al governo britannico e fino al 1923 fece parte della colonia inglese del Kenya. Col protocollo italo-britannico del 15 luglio 1924 la città venne annessa alla Somalia italiana insieme al suo territorio denominato Oltregiuba in applicazione al Patto di Londra che prevedeva cessioni di territori coloniali a favore dell'Italia da parte di Francia ed Inghilterra in caso di vittoria nella prima guerra mondiale. Il 28 giugno 1925 l'Alto Commissario Corrado Zoli sbarcava a Chisimaio, capoluogo dello Jubaland, per ricevere la consegna del territorio dal Commissario Provinciale Britannico; il governo di Roma aveva previsto che il nuovo territorio, dopo un breve periodo di amministrazione straordinaria dell'Alto Commissario, avrebbe fatto parte integrante della Somalia italiana, il che avvenne il 1º luglio 1926 per effetto di un Regio decreto poi convertito in legge.
La città di Chisimaio è stata fondata dai Bagiuni; il suo nome deriva dai due vocaboli in lingua bagiuni Kisima, cioè "pozzo", e yu, cioè "profondo", e così il nome della città significa "pozzo profondo". Siccome era difficile per i somali la pronuncia di Kisimayu, venne somalizzato e diventò Kisimaayo. Il pozzo dal quale la città prese il nome si trova nell'omonima isola di Kisimayu, la quale durante la costruzione dell'attuale porto, venne congiunta alla costa dagli americani nel 1962. Durante l'amministrazione italiana e durante i governi nazionali Chisimaio fu la terza città per importanza politica, economica e sociale della colonia.
Chisimaio è stata sede di diverse battaglie nel corso della guerra civile somala. Alla fine del 2006, gli islamisti presero il controllo della maggior parte della città. Nel 2010, per riprenderne il controllo, venne proclamata l'amministrazione autonoma dell'Azania (Oltregiuba), riconosciuta formalmente dal Governo somalo nel 2011. 
Il 28 settembre 2012, l'esercito somalo coadiuvato dalle truppe AMISOM liberò la città dagli islamisti Al-Shabaab
, ristabilendovi la propria amministrazione regionale ufficialmente dal 2013.